# Бессмертный (роман)
«Бессмертный» (фр. L'Immortel) — сатирический роман французского писателя Альфонса Доде, законченный им в 1888 году. Одно из последних крупных произведений писателя затрагивает проблемы деятельности Французской академии. Членство в ней является пожизненным, а академиков называют «бессмертными» (фр. les immortels), с чем и связано название романа. Писатель несколько раз рассматривался как кандидат на приём в состав Академии, но под влиянием различных факторов отказался от выборов в неё. Доде называл свои последние романы «современно-историческими», в них действуют несколько «сквозных» персонажей и отражены впечатления от реально существовавших лиц. Изданная в 1888 году книга была неодобрительно встречена критикой, но заслужила положительную оценку Анатоля Франса.

## Сюжет
Париж, 1880 год. В особняке со своей женой Аделаидой живёт историк Астье-Рею (Пьер-Александр-Леонар), член Французской академии с 1866 года. Их сын архитектор Поль Астье, честолюбивый и не расчётливый в средствах молодой человек, проживает в построенном на деньги отца особняке, часть которого используется в качестве доходного дома. Роскошный образ жизни, проценты за кредит и нерегулярные доходы толкают его постоянно просить деньги у матери, которая помогает ему втайне от мужа. Жена часто упрекает Рею в том, что он тратит значительные суммы денег на покупку автографов знаменитых людей прошлого, которые приобретает у переплётчика Альбена Фажа.
Богатая молодая вдова княгиня Колетта Розен, поддерживает отношения с семьёй Рею, и у Поля рождается план жениться на ней, что могло бы принести ему в приданое 20—30 миллионов франков. Его мать, не зная о его намерениях, всячески способствует сближению Колетт и князя д’Атиса, надеясь на материальное вознаграждение. Князь является любовником стареющей герцогини Мари-Антонии Падовани, благодаря влиянию которой он продвинулся по дипломатической службе и стал членом Академии.
Поль просит у матери 20 000 франков, которые ему срочно нужны для покрытия выписанных векселей, и намекает, что иначе может застрелиться. В связи с этим она похищает из архива мужа три ценимых им «письма» императора Карла V к Франсуа Рабле, после чего относит их к архивариусу-палеографу Босу, намереваясь выручить за них деньги. Тот охотно соглашается и выписывает ей чек на запрошенную сумму. Через некоторое время историк обнаруживает кражу, а его жена сознаётся, что сделала это ради сына.
Княгиня Розен обещает выйти замуж за князя д’Атиса, но она не может признаться в этом Полю, с которым у неё возникает кратковременная любовная связь. Последний узнаёт, что она собирается выйти замуж за князя, после чего вызывает его на дуэль, надеясь на своё фехтовальное искусство. Однако всё прошло не так, как задумывал Поль, и в ходе поединка он был ранен в бок. Молодой человек пришёл к выводу, что в связи с месячным лечением он не сможет расстроить брак Колетты. Он пишет письмо герцогине, где указывает, что дуэль была вызвана тем, что он хотел отомстить за неё князю.
На фоне лечения сына родители Поля мирятся, Леонар назначается непременным секретарём Французской академии. Согласно статусу этой должности супруги переезжают жить в дворец Мазарини. Через несколько месяцев историка посещают Бос и барон Юшенар, который приобрёл у палеографа «письма» Карла V, и сообщают, что они фальшивые. Они соглашаются не разглашать эти сведения в обмен на потраченные деньги и поддержку кандидатуры Юшенара на выборах в Академию.
После выздоровления Поль гостит в замке у герцогини, которую сумел соблазнить и пробудить в ней любовные чувства к нему. В сентябре 1880 года умирает герцог Падовани, чему Поль очень радуется, понимая, что это приблизило его к богатству своей любовницы. После ряда интриг она всё-таки соглашается выйти за него замуж, для чего приобретает для него титул римского графа. Рею узнаёт, что его сын готовится жениться на женщине на 25 лет старше, состоявшей долгое время в любовной связи, и в ярости проклинает его. Это не помешало браку, где на церемонии среди нескольких приглашённых была мать Поля.
При помощи секретаря Академии Юшенара избирают в число «бессмертных». В газетах появляется негативный отчёт Флорентийской академии о труде Астье-Рею «Галилей», где указывается, что исторические документы, на которых основывается эта работа, являются подделкой. На заседании Академии её секретарь признаётся, что 15 000 документов из его коллекции являются фальшивыми, он подал в суд и преступник задержан. Разгорается скандал, шумный судебный процесс привлекает внимание прессы, в обществе звучат обвинения в адрес официальной науки. После суда, сделавшего Рею посмешищем, он возвращается домой, где жена устраивает скандал и раскрывает ему глаза на то, что именно благодаря ей он, бесталанный учёный, добился своего положения, а не вследствие публикации своих трудов, которые никто не читает. Подавленный Астье-Рею в ярости выбегает из дворца Мазарини, после чего под грузом обвинений, уязвлённой гордости и отсутствия перспектив совершает самоубийство, бросаясь в Сену в районе моста Искусств.

## Создание

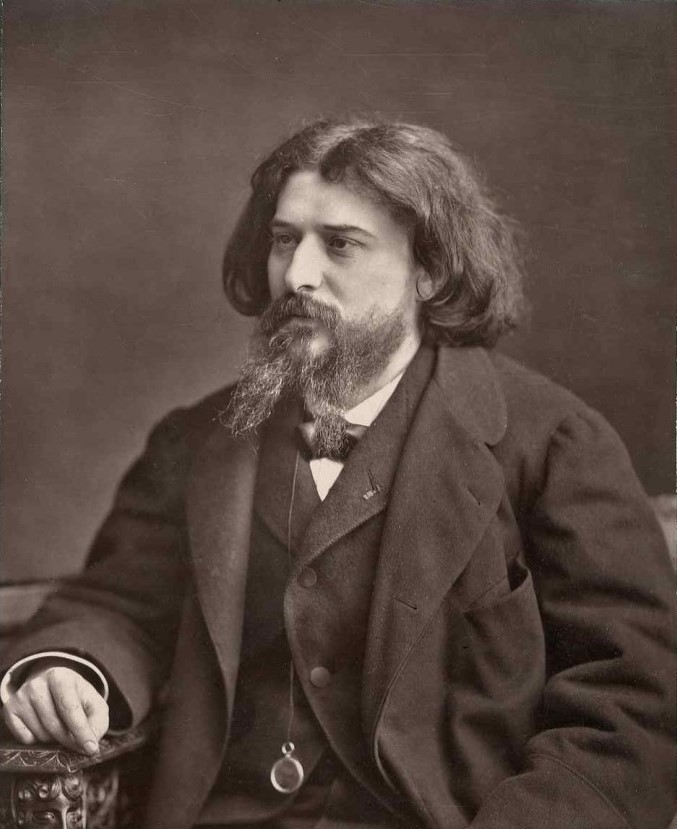
Альфонс Доде

Альфонс Доде неоднократно выступал с критикой Французской академии, членство в которой после избрания кандидатов является пожизненным. Согласно официальному титулу таких академиков называют «бессмертными» (фр. les immortels), с чем и связано окончательное название романа. Ещё до романа «Бессмертный» Доде неоднократно высмеивал и критиковал Академию, а также различные аспекты её деятельности. Осуждение царивших в ней нравов встречается уже на страницах первого романа писателя — «Малыш», изданного в 1868 году. В рассказе «Признания академического мундира», вошедшем в сборник «Жёны художников», был выведен бездарный скульптор Гильярден, недавно принятый в Академию, который своим успехом обязан красавице-жене. В одном из своих газетных очерков Доде поведал про унижения, на которые пошёл Альфред де Виньи, чтобы получить место «бессмертного». Сатирическая сцена заседания Академии представлена в романе «Короли в изгнании» (1879).
После того как в ноябре 1876 года роман Доде «Фромон и Рислер» получил академическую премию, о его авторе стали поговаривать как о возможном претенденте в члены Академии. В связи с этими событиями его жена Жюли Доде ничего не имела против такой перспективы, но писатель никак внешне не реагировал на слухи и, в конечном итоге, в этот раз так и не выставил своей кандидатуры. После издания в 1883 году романа «Евангелистка» некоторые из членов Академии предложили писателю баллотироваться, но он сомневался, стоит ли. Романист Альбер Дельпи, стремящийся получить академическое кресло, поместил 22 мая в газете «Пари» критическую статью, озаглавленную «Диалог портретов». В ней портреты знаменитостей обсуждали, имеет ли Доде основания стать членом Академии. Этот памфлет вывел писателя из себя, и даже его жена, до того бывшая сторонницей избрания в Академию, выступила против членства в ней. Сам Доде, сочтя, что затронута его честь, вызвал Дельпи на дуэль. Она состоялась 26 мая, и в её ходе Доде ранил шпагой Дельпи, после чего поединок был прекращён, что было зафиксировано в протоколе дуэли:
По поводу статьи, появившейся 22 мая в газете «Пари» и подписанной Альбер Пти, г-н Альфонс Доде, сочтя себя оскорблённым, обратился к своим друзьям, г.г. Полю Арену и Морису Гуве, с просьбой, чтобы те от его имени потребовали у г-на Дельпи удовлетворения с оружием в руках.
Г-н Дельпи назвал своими свидетелями г.г. Шарля Лорана и Гастона Жоливе. Эти господа от имени г-на Дельпи согласились на требуемое удовлетворение.
Встреча состоялась вчера в Везине.
В качестве оружия были выбраны шпаги.
При первом же выпаде г-н Дельпи получил удар шпагой, которая прошла через его предплечье; свидетели и врачи после совещания объявили, что продолжать поединок невозможно.
Париж, 26 мая 1883 г.
От имени г-на Доде Гуве, Поль Арен.                 
От имени г-на Дельпи Ш. Лоран, Гастон Жоливе».
В 1884 году драматург Камиль Дусе, историк Гастон Буассье и критик Фердинанд Брюнетьер в очередной раз выступили с предложением Доде принять участие в выборах, но и в этот раз писатель отказался. Дело в том, что в это время руководство Академии официально отказалось направить своих представителей на торжественное открытие статуи Жорж Санд, запланированное в Люксембургском саду, под формальным предлогом, что она не была академиком. В связи с этим Доде, глубоко уважающий писательницу, с чувством глубокого негодования выступил в газете «Le Figaro» со следующим заявлением:
Я не выставлял, не выставляю и никогда не выставлю своей кандидатуры в Академию.
Альфонс Доде.

Париж, 31 октября 1884 г.

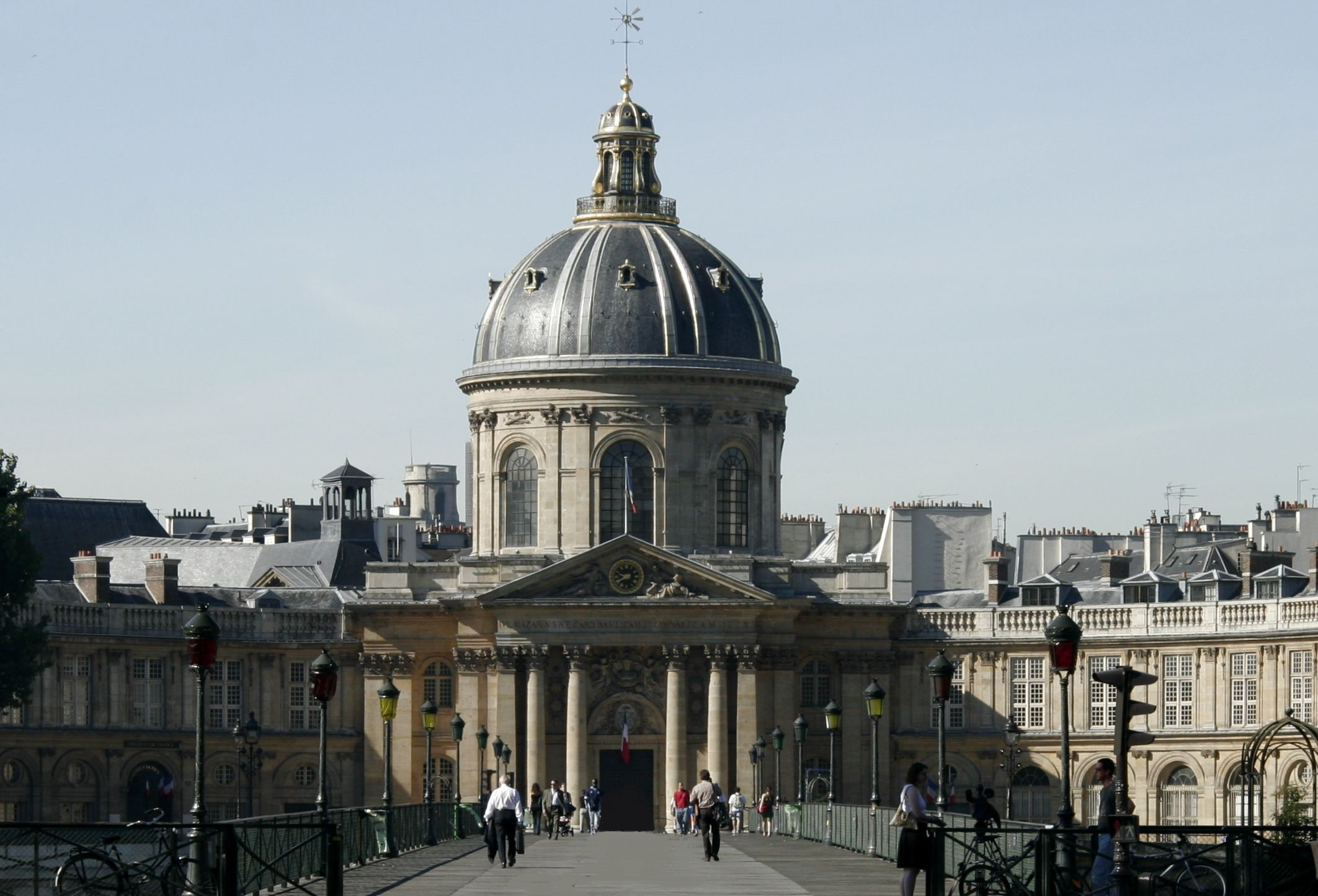
Французская академия. Вид со стороны моста Искусств

Друзья и знакомые писателя Огюст Роден, Эдмон Гонкур, Гюстав Флобер во многом разделяли его чувства и с известной долей пренебрежения относились к Академии, а Ги де Мопассан отказался от предложения выставить свою кандидатуру. Эмиль Золя шесть раз в 1890, 1891, 1892, 1894, 1896, 1897 годах пытался стать академиком, но так и не достиг желаемого, так же, как это ранее произошло с настойчивыми попытками Оноре де Бальзака. Под влиянием указанных событий, отношения к академическим интригам и деятельности научного учреждения, у Доде постепенно созревает замысел книги, где в полной мере нашла бы отражение его позиция. Эдмон Гонкур, с которым у семьи Доде в то время были близкие отношения, записывает 18 января 1884 года в своём ставшем впоследствии знаменитом «Дневнике», что накануне Доде делился замыслом романа про Академию и уже подобрал для него название — «Бессмертный». Гонкур передаёт краткое содержание сюжета предполагаемого романа:
Дурак, посредственность, его блестящая карьера академика от начала до конца будет сделана, — причём он об этом и не подозревает, — его умницей-женой. Между ними вспыхнет ссора, во время которой она откроет ему жестокую правду о нём, — историю возвеличения ничтожества, после чего — вероятно, по примеру своего коллеги Оже — он бросится с Моста искусств в Сену.
В записной книжке писателя имеется заметка, посвящённая роману, в которой отмечается, что в задуманной книге необходимо прежде всего показать «полную ничтожность» усилий, направленных на то, чтобы попасть в число «бессмертных». Их последующее чувство пустоты, скрываемое за картиной удовлетворения, достигнутого занятым местом, а также преувеличенного, показного счастья. По мысли автора это: «Комедия, которую они ломают для окружающих». Кроме того, писатель намеревался показать и роль женщин в этой неприглядной картине интриг и низости: «Это и ещё идолопоклонство женщин, которые создали их, ползанье на брюхе перед куском дерева, из которого они своими руками вырезали бога».
В целом для Доде очень характерно использование в сюжете своих книг событий, имевших место в действительности, а также характеров реальных лиц, с которыми он был знаком или о которых был наслышан. По этому поводу Анатоль Франс заметил: «Писать с натуры — таков был единственный метод Альфонса Доде». Такую же точку зрения разделял и Эмиль Золя, подчёркивая, что литературному методу Доде вообще присуще отражение реально произошедших событий, описание в действительности существовавших людей: «Нужно, чтобы перед ним стояла живая натура, которую он будет копировать, натура, которая вызывала бы к жизни его живописный дар. Если такой натуры нет — руки его скованы, он не решается писать, он боится, что ничего хорошего не создаст». Подобное имело место и при работе над романом «Бессмертный», в основу которого легли факты нашумевшего дела, произошедшего в 1868—1869 годах. Геометр Мишель Шаль, состоявший членом Академии наук, издал ряд книг по истории математики. Однако, как оказалось, его работы основывались на фальсифицированных автографах известных людей XVI—XVII веков, проданных ему мошенником Врен-Люка. Последний сумел выманить у учёного около 200 000 франков, а историк науки с помощью введённых им в научный оборот «исторических» документов намеревался приписать Блезу Паскалю приоритет в отношении многих открытий, на самом деле сделанных Исааком Ньютоном. В конце концов мошеннические действия Врен-Люка и некритическое отношение к источникам со стороны Шаля стали достоянием общества, вызвав шумный скандал, а дело по иску учёного рассматривалось в ходе получившего скандальную известность судебного процесса. Сам писатель подтверждал, что дело Шаля оказало влияние на развитие фабулы книги, и даже указывал на отсылки к деталям скандального дела. Известно, что в романе присутствуют и другие факты из жизни парижского общества, которые автор вывел на страницах своего произведения. Так, в частности, сын писателя Люсьен Доде подчёркивал, что взаимоотношения герцогини Падовани и князя д’Атиса отражают историю знатной дамы эпохи империи. Прообраз старика Рею был навеян историями, рассказанными престарелым художником Ленуаром, который на одном из курортов делился с Доде воспоминаниями про императрицу Жозефину, о знаменитом актёре Франсуа-Жозефе Тальма, а также о своём учителе художнике Давиде, при этом неизменно повторяя в конце: «Я сам это видел».
Гонкур в «Дневнике» передаёт слова Доде, что процесс создания романа не приносил ему радости, чувства полного удовлетворения, и в этой работе он наиболее ценит приобретённый жизненный опыт. Роман был закончен в начале 1888 года, после чего весной того же года он увидел свет в газете «L’Illustration». Летом в издательстве «Lemerre» он был напечатан в виде отдельной книги и был посвящён писателю и журналисту газеты «Фигаро» Филиппу Жилю, со словами: «самому истому парижанину из моих собратьев по перу…». В качестве эпиграфа издания приведено письмо Доде, помещённое им в газете «Фигаро» в октябре 1884 года, где он заявляет о категорическом отказе от участия в выборах в Академию.

## Критика
Писатель назвал свои поздние романы «Нума Руместен» (1881), «Евангелистка» (1883), «Бессмертный» — «современно-историческими». По поводу шума поднятого в прессе критиками, обрушившимися на него после издания романа, Доде отметил в интервью, что, к его сожалению, распространено недопонимание более широкого содержания «Бессмертного», в котором видят только обличение академических нравов: «В книге не хотят видеть ничего, кроме Академии. Почти совсем упускают из виду остальное, всё, что касается „общества“, „света“ и его верхов». В прессе были помещены неодобрительные оценки книги, и многие критики пытались истолковать её как «роман с ключом» — в качестве памфлета, в котором нашли отражение характеры современников. Сам Доде выступал против такой прямолинейной трактовки, отрицая, что в его намерения входило представить в карикатурном виде представителей французского общества. Он неоднократно подчёркивал, что он не принадлежит к каким-либо школам и ценит самодостаточность: «Я ни за кем не иду на буксире. Я люблю литературу ради неё самой».
Французские литературоведы зачастую осуждали остроту проблематики произведения и относили романы «Евангелистка» и «Бессмертный» к творческим неудачам писателя, хотя и отмечали их незаурядные стилистические достоинства. Так, в частности, Гюстав Лансон в качестве положительных сторон романа выделяет его эмоциональность, органичное сочетание «неподражаемой тонкости, силы и правды». Анатоль Франс, один из немногих французских критиков, положительно оценивших роман, в своей статье, опубликованной в газете «Тан», назвал книгу «остроумной и трагической, живой, энергичной, изысканной, очаровательной, полной силы и изящества».
В советском литературоведении Доде относили к представителям критического реализма, а в романе «Бессмертный» подчёркивалась нелестная оценка, данная им буржуазной науке, и критика капиталистического общества, что вызвало гротескную манеру письма. Кроме того, в романе усматривалась преемственность с бальзаковской традицией в изображении характеров и ситуаций, что отмечали многие исследователи. Однако, по мнению Александры Андрес, Доде не хватает глубины, и по своему литературному дарованию он не является прирождённым социальным романистом, но в «Бессмертном», возможно, только один раз ему удалось написать «настоящую, ничем не затушёванную сатиру». По её оценке, роман представляет собой «злой памфлет на Французскую Академию, в котором дана поистине убийственная характеристика академической среды с её пустословием, убожеством мысли и лицемерной декламацией о служении науке».
С реалистическими произведениями Бальзака и Эмиля Золя роман «Бессмертный» сближает то, что в них действуют так называемые «сквозные» персонажи. Так, Колетта де Розен является героем романов «Короли в изгнании» (1879) и «Бессмертный». В том же романе Доде и его пьесе «Борьба за существование» (1889) выведен беспринципный персонаж Поль Астье, по поводу которого Максим Горький в статье «Поль Верлен и декаденты» писал:
Тогда во Франции, живущей всегда быстрее всех других стран, создалась атмосфера душная и сырая, в которой, однако, очень хорошо дышалось Полю Астье и всем людям его типа, исповедовавшим прямолинейный материализм и относившимся скептически ко всему, что было идеально и призывало к переустройству жизни, в смысле приближения к истине и справедливости, в отношениях человека к человеку.
Александр Пузиков отмечал, что Поль Астье является характерным примером типизации героев Доде, что позволяет ему использовать более широкое обобщение, и считал, что этот персонаж — «Растиньяк современности, но Растиньяк, никогда не знавший разладов с совестью».